# Pit River Bridge
Die Pit River Bridge ist eine kombinierte Straßen- und Eisenbahnbrücke über den Shasta Lake im Shasta County des US-Bundesstaates Kalifornien. Die Doppelstockbrücke wurde bis 1942 im Zuge der Errichtung der Shasta-Talsperre über das Tal des Pit River gebaut und führt auf der oberen Ebene die Interstate 5 und auf der unteren Ebene ein Gleis der Union Pacific Railroad, das auch für den Schienengüterverkehr der BNSF Railway genutzt wird sowie von Amtrak als Teil der Strecke des Fernzuges Coast Starlight.

## Geschichte
Zwischen 1938 und 1945 wurde etwa 20 Kilometer nördlich von Redding am Oberlauf des Sacramento River, kurz unterhalb des Zusammenflusses mit dem Pit River, die Shasta-Talsperre errichtet. Sie staut seit 1944 den Shasta Lake auf, der durch die überfluteten Enden der Flusstäler des Sacramento, McCloud und Pit River drei große Seitenarme bildet. Dadurch war die Verlegung des Verlaufes des U.S. Highway 99 und der Verbindung der Southern Pacific von Sacramento nach Oregon notwendig. Zur Querung des östlichen Pit-River-Seitenarms wurde bis 1942 kurz hinter dem McCloud-River-Seitenarm eine neue Brücke für den Straßen- und Eisenbahnverkehr errichtet. Die Doppelstockbrücke war damals, mit einer Höhe von über 150 Metern über dem ursprünglichen Flusslauf des Pit, die weltweit höchste ihrer Art. Sie führt auf ihrer unteren Ebene eins von ursprünglich zwei Gleisen und auf der oberen Ebene vier Fahrspuren der heutigen Interstate 5.
Die Southern Pacific ging 1996 in der Union Pacific Railroad (UP) auf, die die Brücke heute für den Schienengüterverkehr nutzt, wie auch die BNSF Railway, die Streckenrechte bei der UP besitzt. Weiterhin ist die Brücke seit 1971 Teil der Strecke des Fernzuges Coast Starlight von Amtrak, der zwischen Los Angeles und Seattle verkehrt. Der U.S. Highway 99 in Kalifornien ist seit 1964 größtenteils Bestandteil der Interstate 5, wozu auch die Pit River Bridge gehört.
Im Mai 1953 entstand auf der Brücke das 1954 mit dem Pulitzer-Preis für Fotografie ausgezeichnete Bild der Amateurin Virginia M. Schau von der Rettung eines Lastwagenfahrers durch ihren Ehemann. Die von zwei Männern besetzte Zugmaschine war über die Außenbegrenzung der Brücke geraten und wurde nur noch vom Sattelauflieger gehalten, was die beiden Männer vor dem Sturz in die Tiefe bewahrte, bevor sie mit Hilfe eines Seils nacheinander gerettet wurden.

## Beschreibung

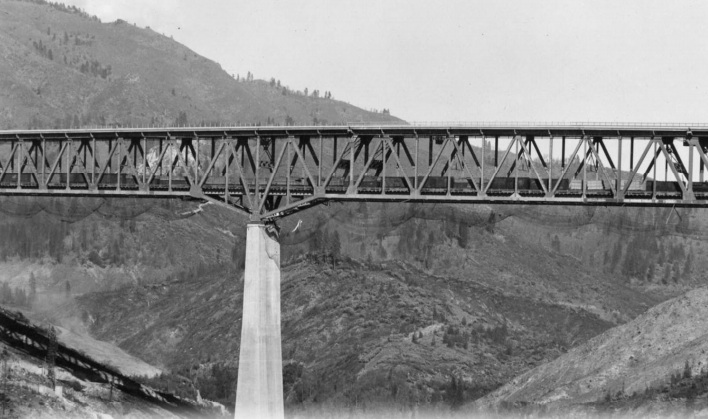
Güterzug auf der unteren Ebene des Fachwerkträgers der Pit River Bridge Ende 1941.

Die Fachwerkbrücke besteht aus einem zentralen Gerberträger, der die vier mittleren Brückenpfeiler mit Längen von 152 m, 192 m und 152 m überspannt. Daran schließen sich auf der Nordseite drei Fachwerkträger von 86 m, 86 m und 43 m Länge an; für die Konfiguration auf der Südseite wurde ein 86-Meter-Träger weniger verwendet. Die Gesamtlänge der Fachwerkbrücke beträgt 839 m und entspricht der Länge der unteren Eisenbahnebene. Die obere Fahrbahnebene wird beidseitig durch mehrere Balkenbrücken ergänzt, die mit der Fachwerkbrücke eine leichte S-Kurve bilden. Am Südende überspannt ein Vollwandträger das Gleis, das hier in einen Tunnel mündet. Am Ostende bilden vier Träger der gleichen Bauart eine Rechtskurve; das Gleis schert darunter in einer leichten Linkskurve aus der übereinanderliegenden Führung aus. Die Gesamtlänge der Fahrbahnebene ist dadurch über 200 m länger und beträgt 1094 m.
Für den Überbau wurden rund 17.000 Tonnen Stahl verbaut, wobei die Strukturelemente von der American Bridge Company in Gary gefertigt und mit der Eisenbahn fast 3500 km zur Baustelle transportiert wurden. Die den Überbau tragenden Brückenpfeiler bestehen aus Stahlbeton, wobei die beiden zentralen Pfeiler bis zu 110 m hoch sind; die obere Fahrbahnebene befindet sich 152 m über dem Talgrund und die insgesamt sieben Pfeiler sind bei maximaler Füllung des Stausees nahezu vollständig überflutet.